# Piccole Antille
Le Piccole Antille o anche Antille Minori sono un arcipelago del mare Caraibico, parte delle Antille. Contrapposte alle Grandi Antille, si estendono ad arco da Porto Rico in direzione sud fino alla costa venezuelana, quindi verso ovest lungo l'intero litorale venezuelano fino alla Colombia.

## Descrizione
Si dividono in tre gruppi principali:
- le Isole Sopravento Settentrionali
- le Isole Sopravento Meridionali
- le Isole Sottovento

Le isole che seguono la direzione nord-sud (Isole Sopravento) fungono da limite geografico fra il mar dei Caraibi e l'oceano Atlantico.
Amministrativamente sono suddivise in numerosi stati indipendenti e territori sotto la dipendenza di Stati Uniti, Regno Unito, Francia, Paesi Bassi e comprendono anche alcune isole del Venezuela.
Nel settembre del 2017 sono state colpite dagli uragani Irma e Maria, che hanno loro causato ingenti danni: alcune isole ebbero circa il 90% di edifici distrutti o danneggiati dalla forza del vento e dalle inondazioni e un bilancio di oltre 100 morti.